# Raquel Schilder
Raquel Schilder (Rotterdam, 1993) is een Nederlandse presentatrice bij Omroep WNL.
Schilder startte haar televisiecarrière in april 2019 bij NOS op 3 waar ze verhalen maakte voor jongeren. Sinds 2020 is ze maker en presentator van Stand van Nederland: Generatie Next. Sinds januari 2021 presenteert Schilder Goedemorgen Nederland.
Op 17 oktober 2023 werd bekend dat Schilder aan de slag zou gaan bij het RTL Nieuws als verslaggever binnenland.